# Dornfühlerassel

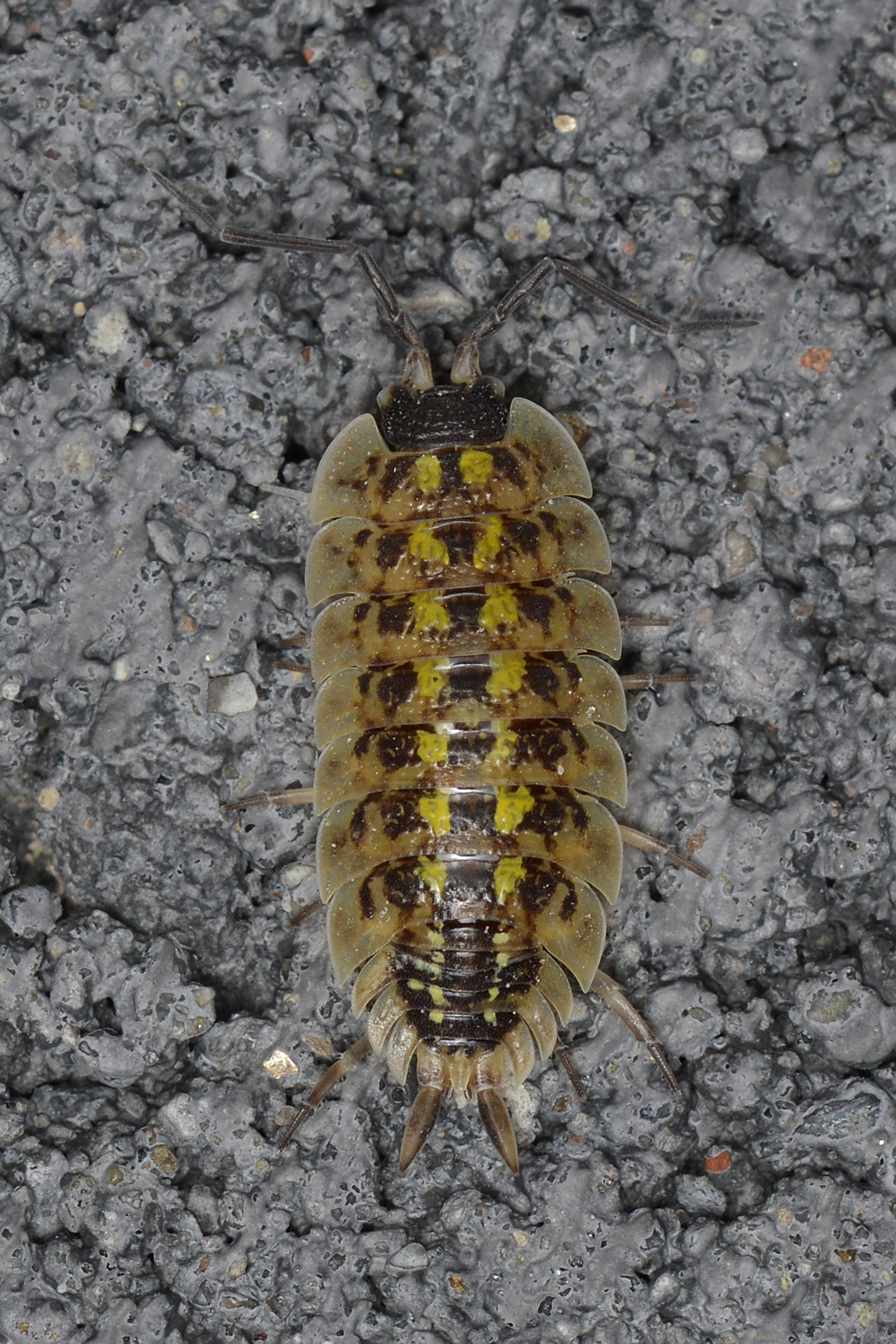
Ein besonders hell gefärbtes Exemplar

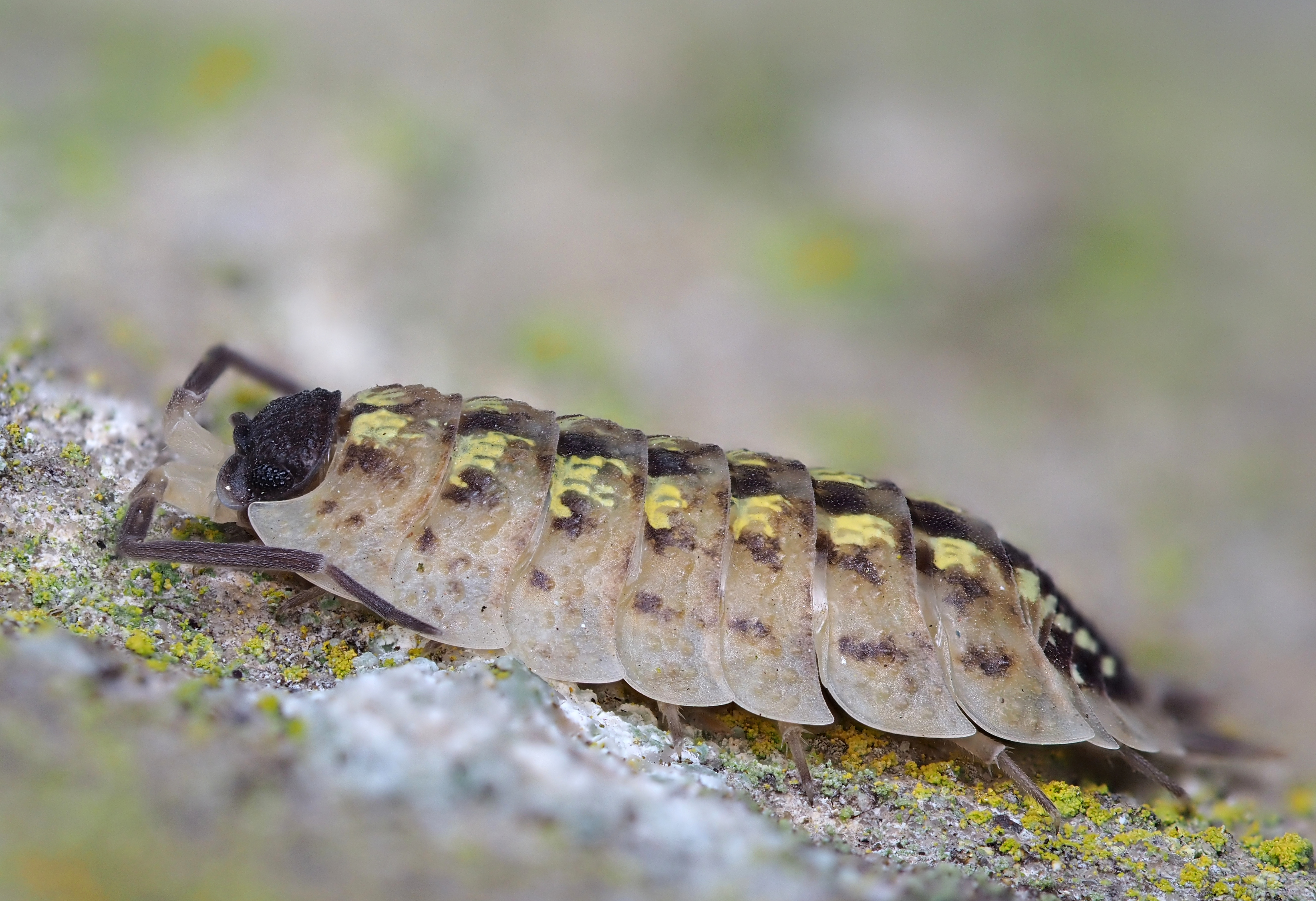
Ein Exemplar in Seitenansicht

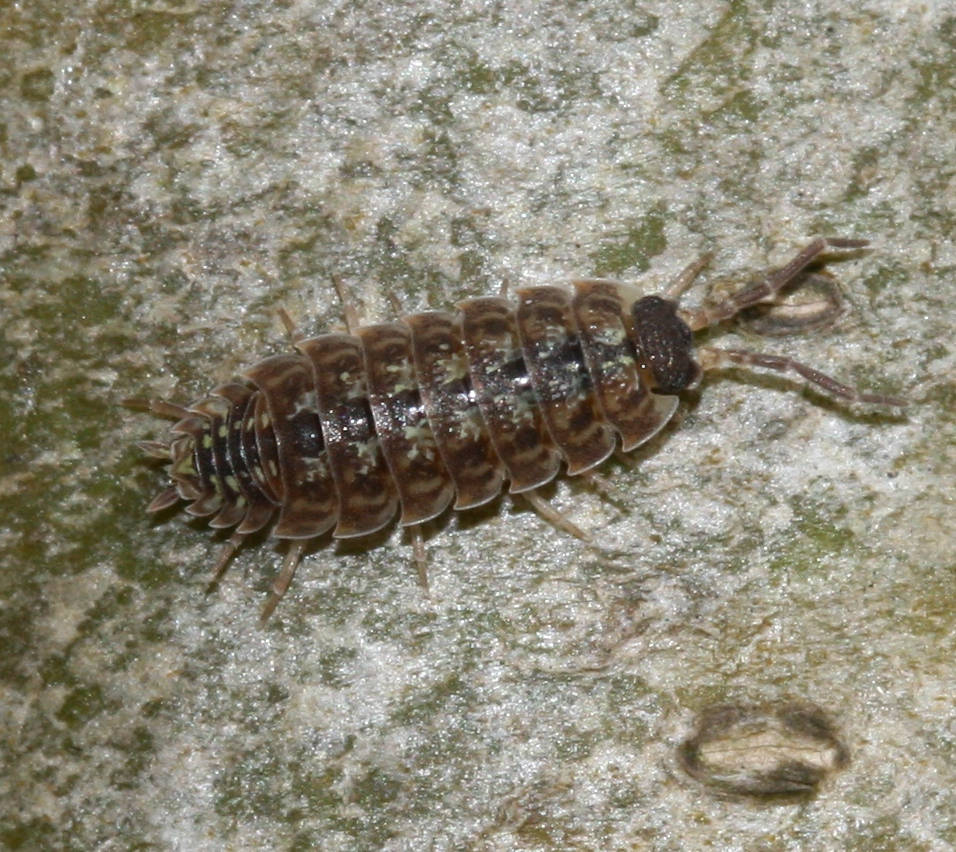
Ein typisch gefärbtes Exemplar

Die Dornfühlerassel (Porcellio spinicornis), auch Schwarzkopfassel genannt, ist eine in Europa verbreitete Landassel aus der Familie der Kellerasseln. Sie wurde auch in Nordamerika eingeschleppt. Sie findet sie sich vor allem in warmen und trockenen Steinhabitaten, wie an oberen Bereichen von Mauern, häufig auch in menschlicher Nähe.

## Merkmale und ähnliche Arten
Die Körperlänge beträgt 8–12 mm, in seltenen Fällen auch bis zu 14 mm. Der Hinterleib (Pleon) ist nicht schmaler als der Vorderleib (Cephalothorax), die Körperform ist breit oval und die Körperoberfläche glatt. Die Grundfarbe ist graubraun. Eine Marmorierung fehlt zwar meistens, kann aber vorhanden sein. Auf dem Körper befinden sich größere gelbe Flecken, die seitlich der dunkleren Körpermitte längs verlaufen. Der Kopf ist stets dunkler gefärbt als das Pleon, daher rührt auch der Trivialname Schwarzkopfassel.
Die Hinterecken des 1. Segments (1. Pereiomer) sind zipfelig ausgezogen. Die Antenne besitzt 2 Geißelglieder. Die Augen bestehen aus mehr als 5 Ocellen. Die Seitenlappen am Kopf sind deutlich zu sehen. Das Telson am Körperende läuft spitz zu. Bei den Uropoden neben dem Telson ist der Außen-Ast (Exopodit) abgeflacht und länger und breiter als der Innen-Ast (Endopodit). Das Grundglied der Uropoden trägt keinen Fortsatz. Auf der Stirnplatte befindet sich kein Stirndreieck. Der Kopf und das 2. Thoraxsegment weisen eine deutliche Körnelung auf, die in 4–6 Querreihen angeordnet ist.
Ein Erkennungsmerkmal von P. spinicornis ist der bogenförmig gerundete und stark aufgekrempte Mittellappen. Dadurch unterscheidet sich die Art auch von den sehr ähnlichen Arten Porcellio monticola (Mittellappen leicht gerundet, Seitenlappen halb so breit wie Mittellappen) und Porcellio montanus (Mittellappen bogenförmig gerundet, Seitenlappen so breit wie Mittellappen). Auch bei den ähnlichen Trachelipus-Arten, die weiße Fleckenreihen aufweisen, ist der Mittellappen stets anders geformt, nämlich bogenförmig gerundet und entweder in spitzem oder stumpfem Winkel mit den Seitenlappen zusammenstoßend. Die Kellerassel (Porcellio scaber) besitzt nur selten Flecken, die dann aber kein Muster bilden, und bei ihr ist der Mittellappen spitz dreieckig. Die Porcellio-Arten besitzen 2 Trachealsysteme, während die Trachelipus-Arten 3 Trachealsysteme aufweisen. Auch die Mauerassel (Oniscus asellus) wird manchmal mit der Art verwechselt, sie besitzt aber 3 Geißelglieder an der Antenne und keine Tracheensysteme.
Auch ein weiteres Merkmal unterscheidet P. spinicornis von anderen heimischen Asselarten: Das proximale (körpernahe) Geißelglied der Antenne ist deutlich länger als das distale (vom Körper entfernte). Der Mittellappen von P. spinicornis ist ähnlich lappenförmig ausgezogen wie bei Trachelipus ratzeburgii, allerdings ist dieser Lappen bei P. spinicornis stark nach oben aufgekrempt.

## Verbreitung
Die Art ist ursprünglich in Europa verbreitet, wurde aber auch nach Nordamerika eingeschleppt. Der Ursprung der Art liegt vermutlich in West- und Mitteleuropa.
In Europa kommt die Art im Westen bis Frankreich, Irland und Großbritannien vor. Vereinzelt wurde sie auch im Norden und Nordosten Spaniens nachgewiesen. Im Norden kommt die Art bis in die südlichen Gebiete Norwegens, Schwedens und Finnlands vor, vorzugsweise in Küstennähe. Im Süden ist die Art bis Südfrankreich, Norditalien, Kroatien und Bosnien und Herzegowina bekannt. Im Osten ist sie über Osteuropa bis ins zentrale Russland (östlich des Urals, aber immer noch im Föderationskreis Ural) und möglicherweise nördliche Kasachstan verbreitet. Zentral kommt die Art auch überall in Mitteleuropa vor.
In Nordamerika ist die Art vor allem im südlichen Kanada und den nördlichen Vereinigten Staaten verbreitet. Dabei kommt sie bevorzugt weiter nördlich vor als viele andere aus Europa verschleppte Landasselarten und findet sich auch im nördlichen Alberta, zentralen Saskatchewan, südlichen British Columbia und südlichen Manitoba und von hier über das Gebiet der Großen Seen bis ins südliche Quebec und nach Nova Scotia. Weiter südlich ist die Art nicht viel weiter südlich als im Gebiet um die Großen Seen zu finden und lebt noch bis etwa Pennsylvania im Südosten und vereinzelt im Westen auch in Nevada, Utah, Colorado, Wyoming und Montana, kommt sonst aber westlich des Missouris nicht vor.
Aus der Äußeren Mandschurei und von Taiwan liegen einzelne Fundorte vor, die vermutlich auf Verschleppungen beruhen.
In Deutschland ist sie aus allen Bundesländern außer dem Saarland und Bremen bekannt, vor allem aus den zentralen Landesteilen, kommt aber nach einigen Angaben im gesamten Gebiet vor. Neuere Nachweise gibt es gesichert aus Brandenburg und Baden-Württemberg, aber auch aus den meisten anderen Bundesländern. Auch auf Helgoland wurde sie 1942 und 1962 nachgewiesen. In Hessen ist sie an allen geeigneten Stellen zu finden. Insgesamt kommt sie jedoch eher vereinzelt und nicht flächendeckend vor.
Die Art steht in Deutschland inzwischen auf der Vorwarnliste.

## Lebensraum
Porcellio spinicornis ist eine petrophile (steinliebende) und xerophile (trockenheitsliebende) Art mit einer Vorliebe für alte Gemäuer wie Brücken und Burgen, die aus Bruchsteinen gemauert sind. Hier bevorzugt sie trockene und sonnige Mauerritzen. Vermieden werden dagegen feuchte, bemooste und veralgte Steine, wo stattdessen die Mauerassel (Oniscus asellus) zu finden ist. Beide Arten können auch am gleichen Gemäuer gefunden werden, wobei die Mauerassel dann die unteren, feuchten Abschnitte über dem Boden bewohnt und P. spinicornis den oberen, trockenen Teil. Abgesehen von der Mauerassel ist die Art häufig mit anderen trockenheitsliebenden Asseln wie der Gemeinen Rollassel (Armadillidium vulgare) vergesellschaftet.
In Gebieten mit extremen Witterungsverhältnissen geht die Art zum synanthropen Leben über.
In Deutschland findet sich die Art sowohl synanthrop (speziell um und in Gewächshäusern und Palmengärten) als auch im Freiland an feuchten Stellen wie Gewässerufern. Sie bevorzugt trockene und sonnige Orte, besonders in niederen Lagen.
In Großbritannien findet sich die hier lokal häufige Art an trockenen, relativ exponierten Stellen mit kalkhaltigem Substrat. Meistens handelt es sich dabei um trockenen Kalkstein oder lose gemörtelte Mauern, aber auch Steinbrüche, Abbruchkanten, Klippen, Kalksteinwege und gelegentlich an Bäumen mit kalkhaltiger Rinde wie Linden oder Äpfel. Auch hier ist die Art häufig mit menschlicher Besiedelung assoziiert und findet sich regelmäßig auch in Gebäuden.

## Lebensweise
Bei Störung rollt sich die Art zu einer unvollständigen Kugel zusammen, wobei die Antennen deutlich bleiben. Die Art ist ganzjährig zu finden und nachtaktiv.

## Taxonomie
Synonyme der Art lauten Porcellio germanicus Verhoeff, 1896, Porcellio melanocephalus C.L.Koch, 1841, Porcellio mixtus Fitch, 1855 und Porcellio pictus Brandt, 1833.